# Maggie Barry
Margaret Mary Baggie ONZM (nascuda el 1959 o 1960) és una política neozelandesa i diputada de la Cambra de Representants de Nova Zelanda, representant la circumscripció electoral de North Shore des de les eleccions de 2011. És membre del Partit Nacional. Barry prèviament treballava en la radifusió.

## Inicis
Barry treballà en la radifusió com a presentadora de ràdio i televisió, on hi estigué per més de 30 anys. Començà el 1986 al programa Reportatge Matiner (Morning Report) de la Ràdio Nacional Neozelandesa i allí passà al programa De les Nou al Migdia (Nine to Noon) el 1990. El 1992 va esdevenir l'entrevistadora per TV2 i va ser presentadora per un programa el 1993. Entre el 1991 i 2003 va tenir el seu propi programa de jardineria on ella fou la presentadora i coproductora del programa. El 1996 fou guardonada amb l'Orde del Mèrit de Nova Zelanda pels seus serveis en la radifusió.

## Diputada
| Parlament de Nova Zelanda |      |                |        |          |
| Anys                      | Leg. | Circumscripció | Llista | Partit   |
| 2011-actualitat           | 50   | North Shore    | 57     | Nacional |

El diputat Wayne Mapp de la circumscripció electoral de North Shore, després d'estar en la política des de 1996, es retirà el 2011. El maig de 2011 el Partit Nacional decidí fer Barry ser la candidata del partit per a North Shore. Barry guanyà amb el 62,44% del vot de North Shore. Ben Clark del Partit Laborista —germà de David Clark— quedà en segon lloc amb el 20,57% mentre que Pieter Watson del Partit Verd va rebre el 7,70% del vot, entre altres candidats.

## Vida personal
Tot i que no estan casats, la parella de Barry és un advocat anomenat Grace Kerr. Barry té un fill.